# Rossella Lopes
Rossella Lopes (Siracusa, 12 maggio 1977) è un'ex pallamanista italiana.

## Carriera

### Club
Cresciuta nell’EOS Siracusa, Rossella Lopes nel corso della sua carriera ha indossato anche le casacche dell’Altamura e del Messana, prima di chiudere la carriera all’Hybla Major Avola.

### Nazionale
Vanta numerose presenze con la maglia della Nazionale Italiana.